# 名和高司
名和 高司（なわ たかし、1957年‐）は日本の経営コンサルタント、経営学者。一橋大学大学院経営管理研究科特任教授。

## 略歴
- 1957年‐熊本県生まれ[2]
- 1980年‐東京大学法学部卒業後、三菱商事に入社[1]
- 1984年‐同社ニューヨークへ転勤
- 1988年‐ハーバード大学ハーバード・ビジネス・スクールに留学
- 1990年‐同校MBA(経営学修士)を収得、ベーカー・スカラー（日本人として二人目）を授与される
- 1991年-三菱商事を退社、マッキンゼー・アンド・カンパニーに移籍（最後のポジションはディレクター／シニアパートナー）
- 2010年‐同社退社、一橋大学大学院国際企業戦略研究科教授、ボストン・コンサルティング・グループ シニアアドバイザーに就任
- 2011年-NECキャピタルソリューション株式会社取締役[3]
- 2012年-ネクストスマートリーン株式会社代表取締役[1]、株式会社ファーストリテイリング取締役[4]
- 2014年-株式会社デンソー取締役[1]
- 2015年-味の素株式会社取締役[2]
- 2022年-京都先端科学大学教授（一橋大学は客員教授に）。

## 主な著書
- 名和高司『CSV経営戦略』東洋経済新報社、2015年。ISBN 9784492533697。
- 「学習優位の経営―日本企業はなぜ内部から変われるのか」（2010年、ダイヤモンド社）
- 「マッキンゼー戦略の進化―不確実性時代を勝ち残る」（ 近藤 正晃ジェームス、村井 章子との共著、2003年、ダイヤモンド社）
- 「高業績メーカーは「サービス」を売る―製造業のサービス事業戦略」（小森 哲郎との共著、2001年、ダイヤモンド社）
- 「ハーバードの挑戦―数字万能経営を超えて」（1991年、プレジデント社）